# André Noyelle
André Alfons Noyelle (29 de novembro de 1931 — 4 de fevereiro de 2003) foi um ciclista belga. Conquistou a medalha de ouro na prova de estrada individual nos Jogos Olímpicos de Verão de 1952 em Helsinque. Na mesma Olimpíada, Noyelle também alegou o título no contrarrelógio por equipes, ao lado de Robert Grondelaers e Lucien Victor. Foi ciclista profissional de 1953 a 1966.